# Londra durante la seconda guerra mondiale

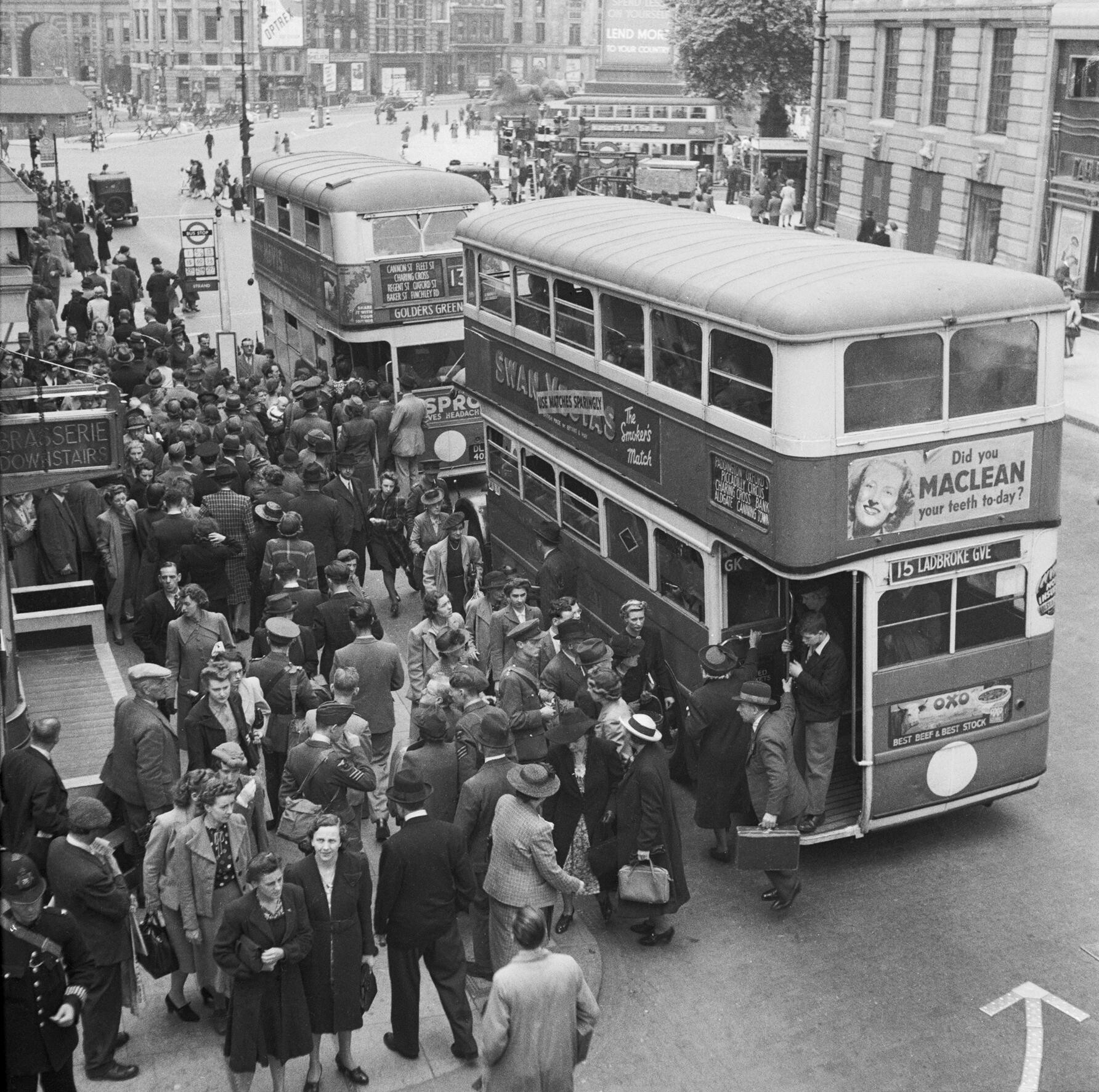
Londra nel 1942

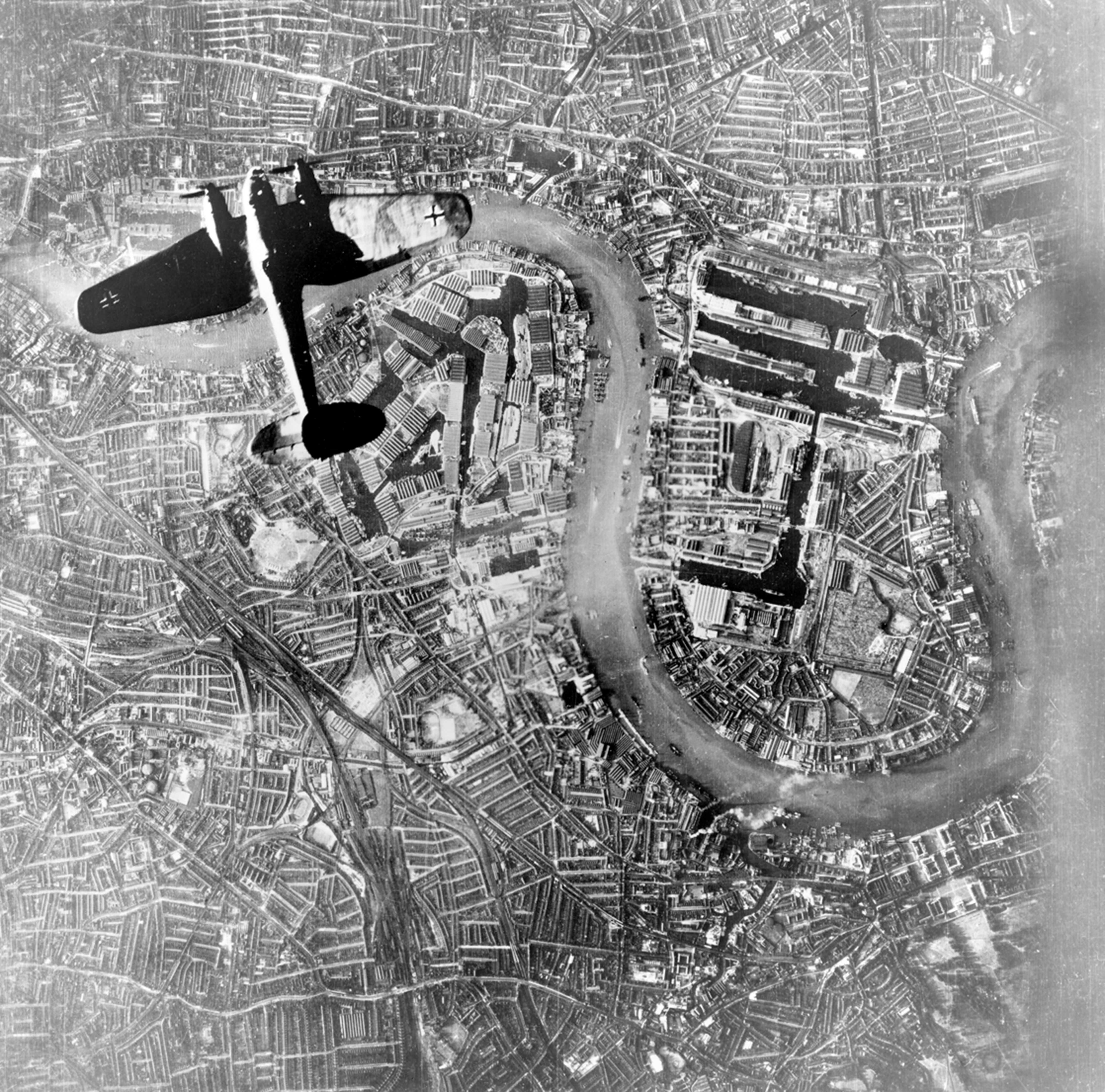
Bombardiere Heinkel He 111 sopra i Surrey Commercial Docks nel sud di Londra e Wapping e l'Isle of Dogs il 7 settembre 1940

In quanto capitale nazionale, e di gran lunga la città più grande, Londra era al centro dello sforzo bellico britannico. Fu l'obiettivo preferito della Luftwaffe (Aeronautica Militare Tedesca) nel 1940, e nel 1944-1945 il bersaglio dei missili da crociera V-1 e V-2.

## Il blitz
Nel 1940-1941 e di nuovo nel 1944-1945, Londra subì gravi danni, essendo ampiamente bombardata dalla Luftwaffe come parte del The Blitz. Prima dei bombardamenti, centinaia di migliaia di bambini vennero evacuati nelle campagne per evitare pericoli. I civili si riparavano dalle incursioni aeree nelle stazioni della metropolitana.

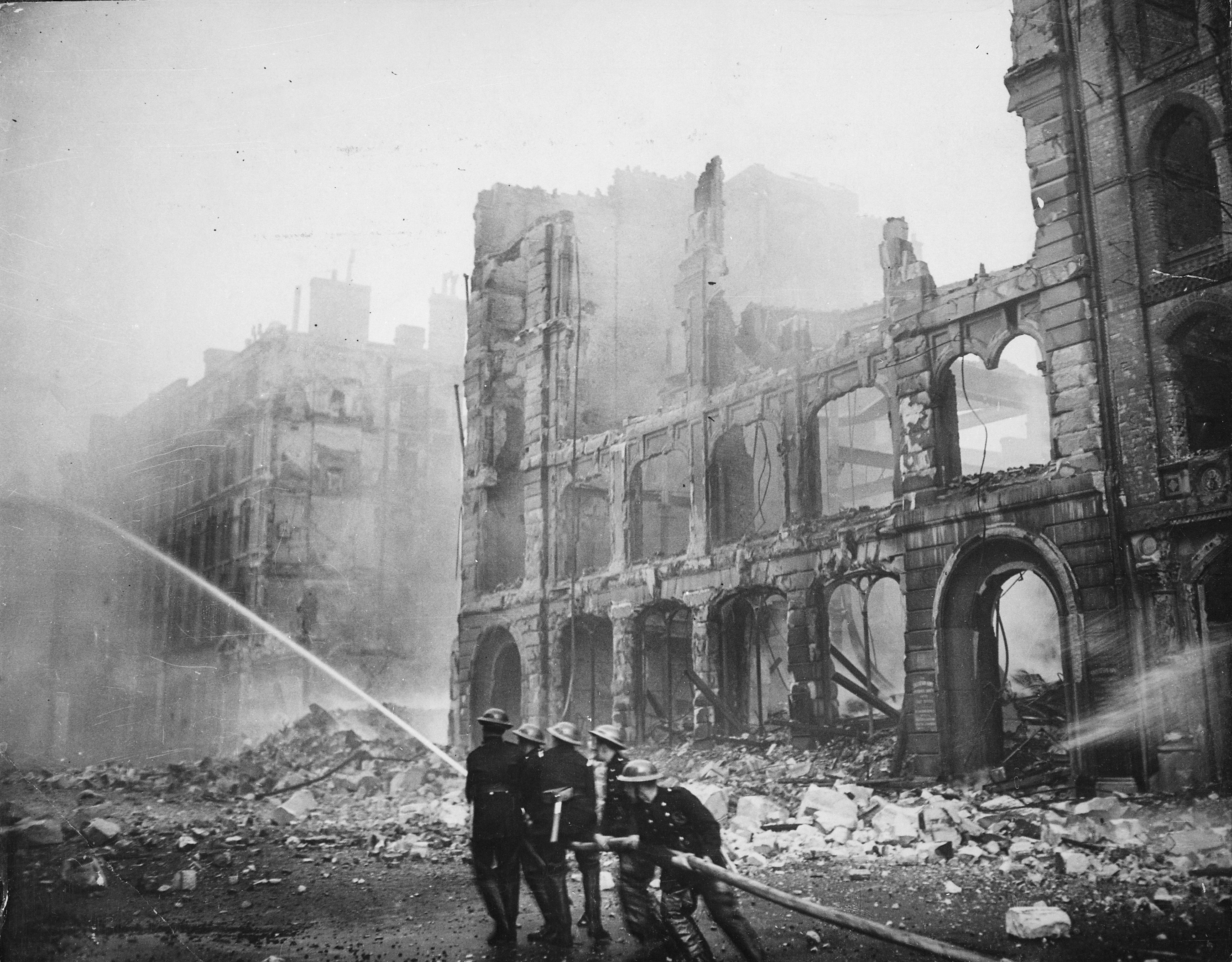
I vigili del fuoco spengono le fiamme durante il Blitz

Il bombardamento più pesante ebbe luogo tra il 7 settembre 1940 e il 10 maggio 1941. Durante questo periodo, Londra venne sottoposta a 71 raid, ricevendo oltre 18.000 tonnellate di esplosivo ad alto potenziale. Bombardamenti meno intensi seguirono negli anni successivi quando Adolf Hitler si concentrò sul fronte orientale.
Londra subì gravi danni e pesanti perdite, la parte più colpita fu quella dei Docklands. Alla fine della guerra, poco meno di 30.000 londinesi erano stati uccisi dai bombardamenti e oltre 50.000 feriti gravemente, decine di migliaia di edifici furono distrutti e centinaia di migliaia di persone rimasero senza casa.

## Attacchi V-1 e V-2
Verso la fine della guerra, durante il periodo 1944/1945, Londra fu nuovamente attaccata da razzi V-1 senza pilota e missili V-2  lanciati dall'Europa occupata dai nazisti.
Il primo V-1 fu lanciato a Londra il 13 giugno 1944, Seferis, il poeta greco e premio Nobel, parla nel suo diario di un bombardamento aereo di Londra il 18 febbraio. Gli attacchi ebbero termine quando vennero catturate le basi di lancio in ottobre. Ne furono lanciati circa 10.000 verso l'Inghilterra; 2.419 raggiunsero Londra, uccidendo 6.184 persone e ferendone 17.981. La maggiore densità di colpi caddero a Croydon, nella periferia sud-est di Londra.
Gli attacchi V-2 iniziarono l'8 settembre 1944, uccidendo 2.754 civili a Londra e procurando altri 6.523 feriti, ovvero 2,5 persone uccise per ogni razzo V-2.
Attraverso il sistema del doppio croce i tedeschi furono fuorviati nel pensare che quelli mirati a Londra non fossero all'altezza, spostando così gli attacchi lontano dal centro più densamente popolato di Londra.

## Precauzioni
Musei e biblioteche trasferirono materiali importanti nelle campagne. Gli edifici storici erano protetti da sacchi di sabbia e disponevano di speciali squadre antincendio. Il Ministero dell'Informazione occupò il Senato di Londra. La Biblioteca dell'Università di Londra continuò a funzionare nell'edificio, principalmente ad uso del Ministero.

## Evacuazione

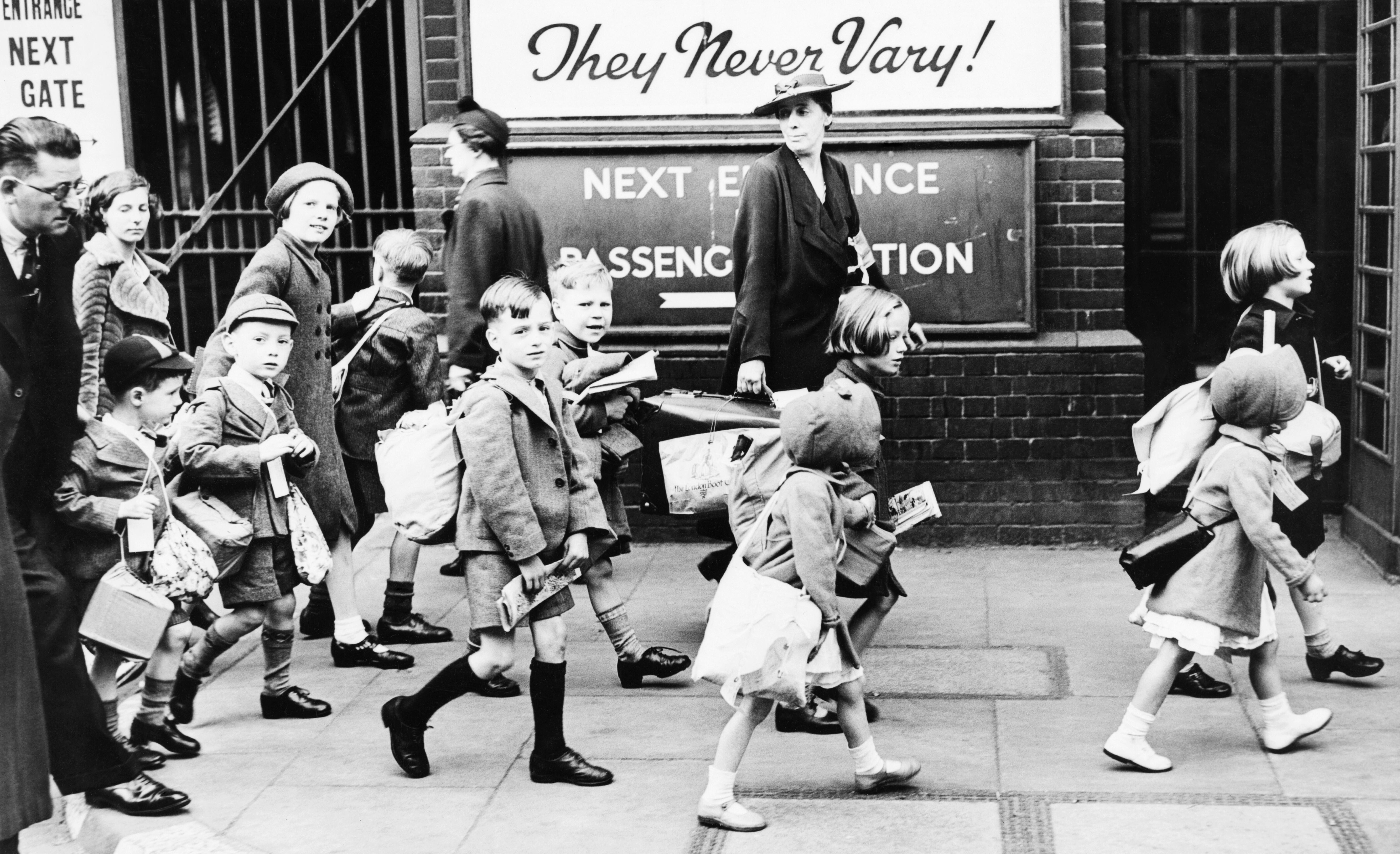
Scolari londinesi nell'ovest dell'Inghilterra

Due giorni prima di dichiarare guerra alla Germania, nel settembre 1939, il governo nazionale mise in atto i suoi piani di evacuazione da poco progettati per rimuovere la maggior parte degli scolari, oltre agli insegnanti e agli operatori sanitari, dalla città per trasferirli in distretti di campagna sicuri. Non ci furono bombardamenti nel 1939 e la maggior parte degli sfollati tornò presto a casa. Il London County Council, il governo locale preposto, spinse con forza per l'evacuazione di fronte ai dubbi del governo centrale.

## Paura

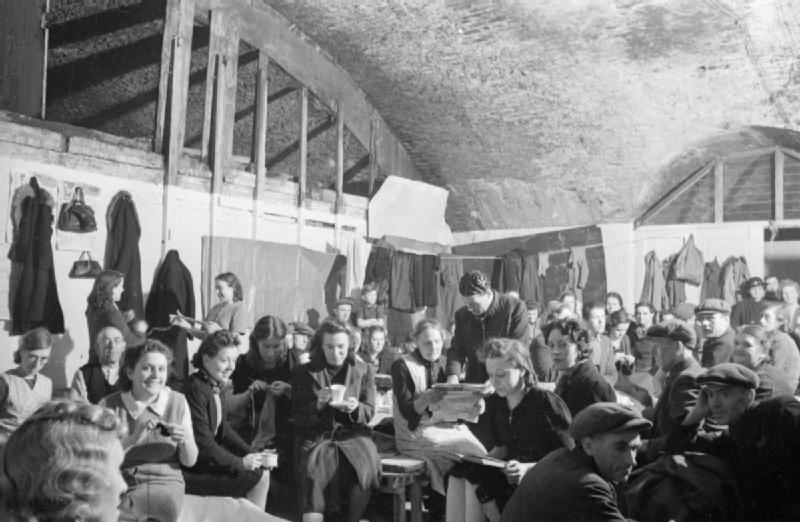
Rifugio antiaereo a Londra, 1940

La storica Amy Bell (2008) ha interpretato diari privati, appunti di psicologi e scritti dei londinesi durante la guerra "per rivelare i paesaggi nascosti della paura in una città in guerra". Temevano la perdita di proprietà, delle case dei loro amici, la distruzione delle chiese, il loro stesso danno e la morte. Molti vedevano Londra come un "potenziale cancro nel cuore della Gran Bretagna imperiale", con la civiltà britannica altamente vulnerabile alle debolezze interne derivanti da un "nemico interiore", in particolare la codardia tra coloro che rimasero a Londra durante la guerra. Si riteneva che le classi lavoratrici, gli ebrei e i bambini fossero particolarmente suscettibili a questo tipo di degenerazione.